# Нюховий нерв
Нюховий нерв (лат. n.olfactorius) — чутливі нерви, що утворені центральними відростками нюхових клітин. Нюхові нерви є 1-ю парою черепно-мозкових нервів
Розташовані нюхові нерви у слизовій оболонці порожнини носа. Являють собою 15-20 тонких нервових ниток, утворених безм'якотними волокнами. Нитки не утворюють загального стовбура, а проникають в порожнину черепа через ґратчасту пластинку решітчастої кістки, де прикріплюються до клітин нюхової цибулини (лат. bulbus olfactorius), яка являє собою сукупність мітральних клітин. Переплітаючись з дендритами клітин цибулини, волокна ниток формують нюховий тракт (лат. tractus olfactorius). Волокна нюхового шляху проводять імпульс до підкіркових, або первинних центрів нюху, звідки частина волокон іде до кори головного мозку (склепінчаста звивина).